# Abdallah ag Oumbadougou
Abdallah ag Oumbadougou, né vers 1962 à Tchimoumouneme près d'Ingall (Niger) et mort le 4 janvier 2020 à Agadez, est un guitariste touareg.
Il achète sa première guitare à l'âge de 16 ans et apprend la musique en autodidacte.

## L'exil et la prison
Les décennies 70-80 sont marquées par une grande sécheresse et par une marginalisation croissante des Touaregs au Niger et au Mali en particulier, provoquant l'exil des jeunes Touaregs, les ishumars, vers la Libye et l'Algérie, à la recherche d'un travail et d'un avenir meilleur. Abdallah fait partie de ces exilés, et part en 1984, avec deux amis pour l'Algérie. Le voyage est périlleux, il leur faut traverser le Sahara d'Arlit jusqu'à Tamanrasset, à pied, clandestinement. Ils mettent 27 jours et manquent de mourir de soif. Parvenu à Tamanrasset, Abdallah trouve un travail et continue à jouer de la guitare le soir pour ses amis.
Mais 7 mois plus tard, il est arrêté par la police, renvoyé au Niger et jeté en prison. Deux jours à peine après sa libération, il repart pour l'Algérie, cette fois-ci à Djanet, vers la frontière libyenne.
C'est fin 1986, qu'il rejoint les camps d'entraînement de Mouammar Kadhafi où il va rester 45 jours, le temps nécessaire à sa formation et à son acceptation au sein de la Libye. Tous les soirs, il joue pour animer le camp en compagnie d'autres guitaristes. C'est la naissance du premier groupe Takrist n'Akal (signifiant Construire le pays) qui appelle à l'unité du peuple touareg. En 1987, avec la mort du général Seyni Kountché, et l'arrivée au pouvoir d'Ali Saïbou qui promet l'amnistie aux exilés, il rentre au Niger. Il est alors invité à jouer avec son groupe pour le prix Dan Gourmou. Mais trois jours après le concert, tous les musiciens du groupe se font arrêter, et Abdallah connaît de nouveau la prison pendant 21 jours. À sa sortie, il décide de repartir pour la Libye avec un des membres du groupe, Sidi Imilawet.

## La rébellion touarègue
En mai 1990, le gouvernement nigérien massacre des civils touaregs à Tchin-Tabaraden, et la rébellion touarègue devient dès lors inévitable. Abdallah, traversant une fois de plus la frontière, rentre alors au Niger en 4x4 pick-up, avec des kalachnikovs et des caisses de munitions, décidé à défendre son peuple. Il rejoint d'autres combattants dans l'Aïr, à Agadog. Le groupe est attaqué par l'armée nigérienne et se replie sur Anou Malan. Tout au long de cette période, Abdallah ne cessera de composer.
Ses chants de révolte en tamachek célèbrent la nostalgie du pays, la dureté de l'exil, mais surtout ils appellent à la rébellion tous les Touaregs en état de combattre. C'est l'essence du blues touareg, mélopées envoutantes d'une musique traditionnelle reprise à la guitare électrique ou sèche.
Pendant toute la période de la rébellion, ses compositions sont interdites par le gouvernement nigérien. Toute personne prise avec une de ses cassettes risque la prison, voire la peine capitale. Pourtant ses enregistrements circulent clandestinement à travers tout le pays touareg, dans les campements et les camps de réfugiés. nous

## La paix
Avec la signature des accords de paix le 24 avril 1995, Abdallah rentre officiellement au Niger. Une foule l'attend à l'aéroport de Niamey pour l'acclamer. Il donne alors un grand concert au Palais des Congrès de Niamey.
En 1995, il sort également son premier album, financé par Maman Abou et enregistré au Bénin, à Cotonou. En 2002, c'est la sortie d'Imawalen, album enregistré à Niamey. En 2004 il sort Afrikya, enregistré à Brest, disponible au Niger.
Depuis, Abdallah utilise sa notoriété pour préserver la culture touarègue. Il a ainsi fondé l'association Takrist n'tada, qui défend les droits des jeunes artistes et construit des écoles de musique pour apprendre aux jeunes filles à manier l'inzad, une vielle monocorde traditionnelle touarègue.
Il a également construit deux écoles de musique : une première à Arlit, en 2000, et une seconde en 2003 à Agadez. 

## Au-delà du Sahara
En 1996, avec d'autres musiciens touaregs tels que le célèbre groupe agadezien Oyiwan, il participe à la bande originale du film Imûhar, une légende, réalisé par Jacques Dubuisson. Il signe pour cela un contrat avec Delabel Éditions avec qui il aura des problèmes de droits.
En juin 1998, invité par l'association brestoise CYRAV,  il se produit à Brest avec d'autres musiciens (le groupe Oyiwane, Yacouba Moumouni, le groupe peule Wodaabe d'Ortudo Bermo, etc.), puis à la Fête de la Transhumance de Die.
En mai 2004, après un concert avec son groupe Takrist N'Akal à Toulouse, il enregistre Afrikya à Brest, avec le soutien de CYRAV.   
En 2005, sous l'égide de Farid Merabet, impresario des Bérurier noir, des musiciens français, séduits par sa musique et son histoire, décident de partir à sa rencontre au Sahara. Il s'agit de Daniel Jamet de la Mano Negra, de Guizmo et Manu Eveno, musiciens de Tryo et d'Amazigh Kateb leader de Gnawa Diffusion.
Les rejoindront Imhotep du groupe IAM et de Sally Nyolo.
Ils vont ensemble former le collectif Desert Rebel, donner de nombreux concerts et sortir en 2006, un album labellisé "Culture équitable".
Un film retraçant l'histoire d'Abdallah et des ishumars a été réalisé par François Bergeron. Il est intitulé Ishumars, les rockeurs oubliés du désert et est disponible en DVD sur le site de Desert Rebel.
Le groupe Tryo lui dédie sa chanson "Abdallâh" sur l'album "Ce que l'on sème" en 2008 (et reprise sur le live "Sous les étoiles" sorti l'année suivante), avec des paroles écrites par Guizmo et une musique arrangée par Manu Eveno. Lors de la tournée Sous les étoiles dans les zéniths, des extraits du film de François Bergeron sont projetés sur écran géant pendant le spectacle.

## Discographie
- 2002 : Imawalen
- 2004 : Afrikya
- 2005 : "desert rebel"
- 2012 : "Zozodinga"